# الیویه داهان
الیویه داهان (فرانسوی: Olivier Dahan‎؛ زادهٔ ۲۶ ژوئن ۱۹۶۷) فیلم‌نامه‌نویس و کارگردان فیلم اهل فرانسه است. او از سال ۱۹۹۴ میلادی تاکنون مشغول فعالیت بوده و مشهورترین ساخته‌اش زندگی گلگون برندهٔ دو جایزه اسکار شده‌است.